# Atletika na Letních olympijských hrách 1924
Atletika na Letních olympijských hrách v roce 1924, které se konaly v Paříži, zahrnovala 27 atletických disciplín, všechny pouze pro muže. Celkem bylo uděleno 81 medailí (27 zlatých, 27 stříbrných, 27 bronzových).

## Muži
| Disciplína                  | Zlato | Stříbro                                                                                    | Bronz                                                                              |
| běh na 100 m                | Harold Abrahams · Velká Británie (GBR)                                                                   | Jackson Scholz · Spojené státy americké (USA)                                              | Arthur Porritt · Nový Zéland (NZL)                                                 |
| běh na 200 m                | Jackson Scholz · Spojené státy americké (USA)                                                            | Charlie Paddock · Spojené státy americké (USA)                                             | Eric Liddell · Velká Británie (GBR)                                                |
| běh na 400 m                | Eric Liddell · Velká Británie (GBR)                                                                      | Horatio Fitch · Spojené státy americké (USA)                                               | Guy Butler · Velká Británie (GBR)                                                  |
| běh na 800 m                | Douglas Lowe · Velká Británie (GBR)                                                                      | Paul Martin · Švýcarsko (SUI)                                                              | Schuyler Enck · Spojené státy americké (USA)                                       |
| běh na 1500 m               | Paavo Nurmi · Finsko (FIN)                                                                               | Willy Schärer · Švýcarsko (SUI)                                                            | Henry Stallard · Velká Británie (GBR)                                              |
| běh na 5000 metrů           | Paavo Nurmi · Finsko (FIN)                                                                               | Ville Ritola · Finsko (FIN)                                                                | Edvin Wide · Švédsko (SWE)                                                         |
| běh na 10 000 metrů         | Ville Ritola · Finsko (FIN)                                                                              | Edvin Wide · Švédsko (SWE)                                                                 | Eero Berg · Finsko (FIN)                                                           |
| 110 m překážek              | Dan Kinsey · Spojené státy americké (USA)                                                                | Sid Atkinson · Jihoafrická unie (RSA)                                                      | Sten Pettersson · Švédsko (SWE)                                                    |
| 400 m překážky              | Morgan Taylor · Spojené státy americké (USA)                                                             | Erik Vilen · Finsko (FIN)                                                                  | Ivan Riley · Spojené státy americké (USA)                                          |
| Běh na 3000 metrů překážek  | Ville Ritola · Finsko (FIN)                                                                              | Elias Katz · Finsko (FIN)                                                                  | Paul Bontemps · Francie (FRA)                                                      |
| 4 × 100 m štafeta           | Spojené státy americké (USA) · Loren Murchison · Louis Clarke · Frank Hussey · Alfred LeConey            | Velká Británie (GBR) · Harold Abrahams · Walter Rangeley · William Nichol · Lancelot Royle | Nizozemsko (NED) · Jan de Vries · Jacob Boot · Harry Broos · Marinus van den Berge |
| 4 × 400 m štafeta           | Spojené státy americké (USA) · Commodore Cochran · Alan Helffrich · Oliver MacDonald · William Stevenson | Švédsko (SWE) · Artur Svensson · Erik Byléhn · Gustaf Wejnarth · Nils Engdahl              | Velká Británie (GBR) · Edward Toms · George Renwick · Richard Ripley · Guy Butler  |
| Družstva 3000 m             | Finsko (FIN) · Paavo Nurmi · Ville Ritola · Elias Katz                                                   | Velká Británie (GBR) · Bernhard McDonald · Harry Johnston · George Webber                  | Spojené státy americké (USA) · Edward Kirby · William Cox · Willard Tibbetts       |
| Maratonský běh              | Albin Stenroos · Finsko (FIN)                                                                            | Romeo Bertini · Itálie (ITA)                                                               | Clarence DeMar · Spojené státy americké (USA)                                      |
| Chůze na 10 km              | Ugo Frigerio · Itálie (ITA)                                                                              | Gordon Goodwin · Velká Británie (GBR)                                                      | Cecil McMaster · Jihoafrická unie (RSA)                                            |
| přespolní běh – jednotlivci | Paavo Nurmi · Finsko (FIN)                                                                               | Ville Ritola · Finsko (FIN)                                                                | Earl Johnson · Spojené státy americké (USA)                                        |
| přespolní běh – družstva    | Finsko (FIN) · Paavo Nurmi · Ville Ritola · Heikki Liimatainen                                           | Spojené státy americké (USA) · Earl Johnson · Arthur Studenroth · August Fager             | Francie (FRA) · Henri Lauvaux · Gaston Heuet · Maurice Norland                     |
| Skok daleký                 | William DeHart Hubbard · Spojené státy americké (USA)                                                    | Edward Gourdin · Spojené státy americké (USA)                                              | Sverre Hansen · Norsko (NOR)                                                       |
| Trojskok                    | Anthony Winter · Austrálie (AUS)                                                                         | Luis Brunetto · Argentina (ARG)                                                            | Vilho Tuulos · Finsko (FIN)                                                        |
| Skok do výšky               | Harold Osborn · Spojené státy americké (USA)                                                             | Leroy Brown · Spojené státy americké (USA)                                                 | Pierre Lewden · Francie (FRA)                                                      |
| Skok o tyči                 | Lee Barnes · Spojené státy americké (USA)                                                                | Glen Graham · Spojené státy americké (USA)                                                 | James Brooker · Spojené státy americké (USA)                                       |
| Vrh koulí                   | Clarence Houser · Spojené státy americké (USA)                                                           | Glenn Hartranft · Spojené státy americké (USA)                                             | Ralph Hills · Spojené státy americké (USA)                                         |
| Hod diskem                  | Clarence Houser · Spojené státy americké (USA)                                                           | Vilho Niittymaa · Finsko (FIN)                                                             | Thomas Lieb · Spojené státy americké (USA)                                         |
| Hod kladivem                | Frederic Tootell · Spojené státy americké (USA)                                                          | Matt McGrath · Spojené státy americké (USA)                                                | Malcolm Nokes · Velká Británie (GBR)                                               |
| Hod oštěpem                 | Jonni Myyrä · Finsko (FIN)                                                                               | Gunnar Lindström · Švédsko (SWE)                                                           | Eugene Oberst · Spojené státy americké (USA)                                       |
| Pětiboj                     | Eero Lehtonen · Finsko (FIN)                                                                             | Elemér Somfay · Maďarsko (HUN)                                                             | Robert LeGendre · Spojené státy americké (USA)                                     |
| Desetiboj                   | Harold Osborn · Spojené státy americké (USA)                                                             | Emerson Norton · Spojené státy americké (USA)                                              | Aleksander Klumberg · Estonsko (EST)                                               |

## Medailové pořadí
| Umístění | Stát                         | Zlato | Stříbro | Bronz | Celkem |
| -------- | ---------------------------- | ----- | ------- | ----- | ------ |
| 1        | Spojené státy americké (USA) | 12    | 10      | 10    | 32     |
| 2        | Finsko (FIN)                 | 10    | 5       | 2     | 17     |
| 3        | Velká Británie (GBR)         | 3     | 3       | 5     | 11     |
| 4        | Itálie (ITA)                 | 1     | 1       | 0     | 2      |
| 5        | Austrálie (AUS)              | 1     | 0       | 0     | 1      |
| 6        | Švédsko (SWE)                | 0     | 3       | 2     | 5      |
| 7        | Švýcarsko (SUI)              | 0     | 2       | 0     | 2      |
| 8        | Jihoafrická unie (RSA)       | 0     | 1       | 1     | 2      |
| 9        | Argentina (ARG)              | 0     | 1       | 0     | 1      |
| 9        | Maďarsko (HUN)               | 0     | 1       | 0     | 1      |
| 11       | Francie (FRA)                | 0     | 0       | 3     | 3      |
| 12       | Estonsko (EST)               | 0     | 0       | 1     | 1      |
| 12       | Nizozemsko (NED)             | 0     | 0       | 1     | 1      |
| 12       | Nový Zéland (NZL)            | 0     | 0       | 1     | 1      |
| 12       | Norsko (NOR)                 | 0     | 0       | 1     | 1      |